# Laphroaig
Laphroiag Single Malt (udtales: ləˈfrɔɪɡ ...) er en skotsk single malt whisky fra sydkysten af øen Islay.  

## Historie
Destilleriet blev grundlagt i 1815 af brødrene Alex og Donald Johnston. Efter flere salg i forrige århundrede blev mærket i 2005  overtaget af Fortune Brands som også har Pernod Ricard. Nu ejes det af Jim Beam. Det sikrer levering af de brugte bourbonfade, som anvendes til lagringen af Laphroiag. Den er den engelske tronfølger prins Charles' foretrukne whiskymærke, og destilleriet er kongelig hofleverandør. På Islay taler man endnu om, at prins Charles for nogle år slap mindre heldigt (men uskadt) fra en landing i øens lille lufthavn.

## Smag
Laphroaig er en røget whisky og er sammen med Ardbeg (også fra Islay) den kraftigste af disse. Det anbefales at drikke den tør  Nogle foretrækker dog at blande en teskefuld vand i for at frigøre smag og aroma. Den har en medicinsk smag med en let eftersmag af tang.
Røgsmagen stammer fra tørringen af malten. På øen Islay var det eneste tilgængelige brændsel tørv fra øens vidtstrakte moser, og når malten skulle tørres efter spiringen, skete det over tørveild. Røgen fra denne tørveild passerede op gennem malten og ud gennem destilleriernes karakteristiske pagodelignende skorstene. I dag er det kun Laphroaig, Kilchoman og Bowmore af Islays otte destillerier, som selv malter, og de malter ikke al den malt, de bruger. Resten maltes i en maltfabrik i det nedlagte destilleri i Port Ellen på sydøstkysten af Islay. Øens destillerier kan her købe malt efter ønske.

## Prisniveau
I Danmark er salgsprisen i 2014 ca. kr. 350,- for 70 centiliter af standardproduktet (10 års). De stærkere cask strength (typisk 55-60% alkohol) og ældre årgange er væsentligt dyrere.